# Filip 6. af Frankrig
Filip 6. (Filip den Heldige eller Filip af Valois (fransk: Philippe le Fortuné eller Philippe VI de Valois født (1293, død 22. august 1350 i Nogent-le-Roi ved Chartres) var konge af Frankrig fra 1328 til 1350. Filip 6. var den første franske konge fra Huset Valois.

## Hundredårskrigen
Hundredårskrigen mellem England og Frankrig begyndte i hans regeringstid. Edvard 3. af England var dattersøn af kong Filip 4. den Smukke af Frankrig. Hans krav på den franske trone var med til at udløse Hundredårskrigen, der varede fra 1337 til 1453. 
Da Valois-slægten kom på den franske trone, gik personalunionen mellem Frankrig og Navarra i opløsning. Unionen blev først genoprettet, da Huset Valois uddøde i 1589. 

## Forældre
Filip 6. var søn af grev Karl af Valois og Margrete af Anjou-Sicilien. Karl af Valois var søn af den franske konge Filip 3. den Dristige, og Margrete af Anjou-Sicilien var datter af kong Karl 2. af Neapel, sønnedatter af kong Karl 1. af Sicilien og oldedatter af kong Ludvig 8. af Frankrig.

## Familie
Filip 6.s første ægteskab var med Johanne af Burgund (1293 – 1348). Hun var datterdatter af kong Ludvig den Hellige. Filip og Johanne fik ni børn. Den ældste overlevende søn blev konge under navnet Johan den Gode. 
Filip 6.s andet ægteskab var med Blanka af Navarra, (Blanche d'Évreux) (1331 – 5. oktober 1398). Filip og Blanka fik en datter.